# Lista monumentelor istorice din județul Mureș - A

Simbol pentru monumentele istorice

Lista monumentelor istorice din județul Mureș - A cuprinde monumentele istorice înscrise în Patrimoniul cultural național al României și aflate în localități ce încep cu litera A din județul Mureș.
Lista completă este menținută și actualizată periodic de către Ministerul Culturii, Cultelor și Patrimoniului Național din România, prin intermediul Institutului Național al Patrimoniului, ultima versiune datând din 2015. Această listă cuprinde și actualizările ulterioare, realizate prin ordin al ministrului culturii.
| Cod LMI                                | Denumire                                    | Localitate                                       | Localizare                                                             | Datare, Creatori                     | Imagine               | Erori             |
| -------------------------------------- | ------------------------------------------- | ------------------------------------------------ | ---------------------------------------------------------------------- | ------------------------------------ | --------------------- | ----------------- |
| MS-II-m-A-15592 (RAN: 114827.01)       | Castel                                      | localitate componentă Apalina; municipiul Reghin | Str. Castelului 12 46.75281°N 24.69212°E                               | sec. XVIII - XIX                     | Alte imagini          | Raportează eroare |
| MS-II-m-A-15591 (RAN: 114827.02)       | Biserica romano-catolică                    | localitate componentă Apalina; municipiul Reghin | Str. Castelului 101 46.74949°N 24.6941°E                               | sec. XIII-XV                         | Alte imagini          | Raportează eroare |
| MS-II-m-A-15585                        | Castelul Apor                               | sat Abuș; comuna Mica                            | 53 46.35718°N 24.38163°E                                               | 1775 - 1830                          |                       | Raportează eroare |
| MS-II-m-B-15586 (RAN: 118227.02)       | Biserica de lemn „Sf. Arhangheli”           | sat Abuș; comuna Mica                            | 143 46.35713°N 24.37793°E                                              | sec. XVIII                           | Alte imagini          | Raportează eroare |
| MS-II-m-A-15587 (RAN: 115085.01)       | Biserica unitariană                         | sat Adămuș; comuna Adămuș                        | Str. Livezilor 7 45.30333°N 24.235°E                                   | sec. XVI                             | Alte imagini          | Raportează eroare |
| MS-II-a-A-15588                        | Ansamblul bisericii reformate               | sat Agrișteu; comuna Bălăușeri                   | 95                                                                     | sec. XIII - XVIII                    | Alte imagini          | Raportează eroare |
| MS-II-m-A-15588.01                     | Biserica reformată                          | sat Agrișteu; comuna Bălăușeri                   | 95                                                                     | sec. XIII-XIV                        |                       | Raportează eroare |
| MS-II-m-A-15588.02                     | Clopotniță din lemn                         | sat Agrișteu; comuna Bălăușeri                   | 95                                                                     | sec. XVIII                           |                       | Raportează eroare |
| MS-II-m-A-15589                        | Casa parohială a bisericii reformate        | sat Albești; comuna Albești                      | Str. Florilor 14                                                       | sf. sec. XIX                         | Alte imagini          | Raportează eroare |
| MS-II-m-A-15590 (RAN: 114612.08)       | Biserica reformată                          | sat Albești; comuna Albești                      | Str. Lungă 121                                                         | sec. XV - XVIII                      | Alte imagini          | Raportează eroare |
| MS-II-m-B-20924.01                     | Gara C.F. - stație Apold                    | sat Apold; comuna Apold                          | La km 17+100 m, în centrul localitatii, vizavi de biserica evanghelica | sf. sec. XIX                         |                       | Raportează eroare |
| MS-II-m-B-20924.02                     | Pod metalic                                 | sat Apold; comuna Apold                          | La km 17+100 m, la 29 km distanță de Agnita                            | sf. sec. XIX                         | Încarcă foto \| video | Raportează eroare |
| MS-II-m-B-20924.03                     | Pod metalic                                 | sat Apold; comuna Apold                          | La 31 km distanță de Agnita                                            | sf. sec. XIX                         | Încarcă foto \| video | Raportează eroare |
| MS-II-m-A-15593 (RAN: 115192.03)       | Biserica „Sf. Gheorghe”                     | sat Apold; comuna Apold                          | 223                                                                    | 1721                                 | Alte imagini          | Raportează eroare |
| MS-II-a-A-15594 (RAN: 115192.02)       | Ansamblul bisericii evanghelice fortificate | sat Apold; comuna Apold                          | 259 A 46.12527°N 24.81805°E                                            | sec. XV - XVII                       | Alte imagini          | Raportează eroare |
| MS-II-m-A-15594.01 (RAN: 115192.02.02) | Biserica evanghelică fortificată            | sat Apold; comuna Apold                          | 259 A                                                                  | sec. XV - XVII                       |                       | Raportează eroare |
| MS-II-m-A-15594.02 (RAN: 115192.02.01) | Incinta fortificată                         | sat Apold; comuna Apold                          | 259 A                                                                  | sec. XV - XVII                       |                       | Raportează eroare |
| MS-II-m-B-15595                        | Ruinele primăriei                           | sat Archita; comuna Vânători                     | 27                                                                     | sec. XVIII - XIX                     | Încarcă foto \| video | Raportează eroare |
| MS-II-a-A-15596                        | Ansamblul bisericii evanghelice fortificate | sat Archita; comuna Vânători                     | 294 46.18°N 25.0842°E                                                  | a doua jum. a sec. XIII - sec. XVIII | Alte imagini          | Raportează eroare |
| MS-II-m-A-15596.01                     | Biserica evanghelică fortificată            | sat Archita; comuna Vânători                     | 294                                                                    | a doua jum. a sec. XIII - sec. XVIII |                       | Raportează eroare |
| MS-II-m-A-15596.02                     | Dubla incintă fortificată, cu turnurile     | sat Archita; comuna Vânători                     | 294                                                                    | sec. XV - sec. XVIII                 |                       | Raportează eroare |
| MS-III-m-B-16080                       | Monumentul lui Petöfi Sandor                | sat Albești; comuna Albești                      | Str. Muzeului 97                                                       | 1949                                 |                       | Raportează eroare |